# Красний Восход (Іглінський район)
Красний Восхо́д (рос. Красный Восход, башк. Красный Восход) — село у складі Іглінського району Башкортостану, Росія. Адміністративний центр Красновосходської сільської ради.
За 2 км на південь від села 1989 року сталася залізнична катастрофа.
Населення — 842 особи (2010; 911 в 2002).
Національний склад:
- росіяни — 51 %
- башкири — 30 %